# Йоунас Хадльгримссон
Йоунас Хадльгримссон (исл. Jónas Hallgrímsson; 16 ноября 1807, Хрёйн, северная Исландия — 26 мая 1845, Копенгаген) — исландский поэт и естествоиспытатель. Один из наиболее почитаемых исландских национальных поэтов.

## Биография
Родился 16 ноября 1807 на ферме Хрёйн в Эхснадалюре, на севере Исландии. Был третьим из четырёх детей в семье священника. В 1816 году отец Йоунаса погиб во время несчастного случая на рыбалке. Это событие сильно повлияло на жизнь и творчество будущего поэта.
С 1823 по 1829 год учился в латинской школе в Бессастадире, которая на тот момент была единственным высшим учебным заведением в стране и считалась культурным и образовательным центром Исландии. Во время учёбы начал интересоваться исландской литературой и писать стихи.
В 1832 году поступил в Копенгагенский университет, где стал изучать право. В 1835 году вместе с товарищами (среди которых был, помимо прочих, Конрад Гисласон) стал издавать на исландском языке литературный журнал «Фьёльнир», который использовался для пропаганды исландской национальной идеи (в частности, отделения Исландии от Дании).
С 1839 по 1842 год путешествовал по Исландии, занимался изучением и описанием исландской природы.
21 мая 1845 года Йоунас поскользнулся, поднимаясь по лестнице в своём доме в Копенгагене, сломал ногу и через несколько дней умер в госпитале от заражения крови.
В 1946 году останки Йоунаса были извлечены из могилы на кладбище Ассистенс в Копенгагене, перевезены в Исландию и перезахоронены в уголке поэтов в Тингведлире, рядом с могилой поэта Эйнара Бенедихтссона. Перезахоронение сопровождалось скандалом, связанным с тем, что предприниматель Сигюрьон Пьетюрссон, профинансировавший эксгумацию и транспортировку останков и утверждавший, что много лет состоит в телепатическом контакте с Йоунасом, хотел, чтобы останки поэта были перезахоронены на его малой родине, в Эхснадалюре и пытался препятствовать перезахоронению в Тингведлире. Эти события упоминаются в романах «Атомная станция» Халлдора Лакснесса и «Неведение» Милана Кундеры.

## Память
С 1995 года 16 ноября, в день рождения поэта, празднуется День исландского языка. Также в его честь была названа премия, которой удостаиваются люди, внёсшие большой вклад в развитие исландского языка.
Портрет поэта изображён на банкноте номиналом 10 000 крон, введённой в обращение в 2013 году.